# Декларация о независимости Техаса

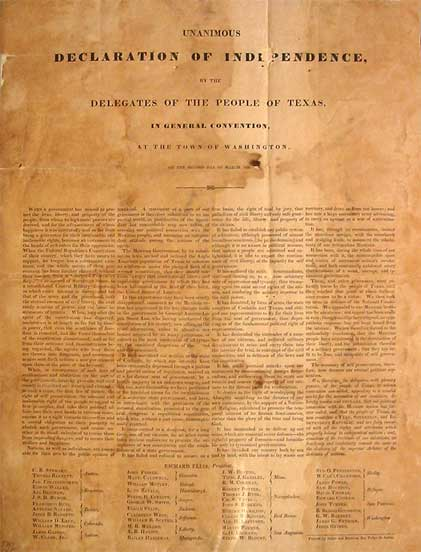
Декларация о независимости Техаса

Декларация о независимости Техаса (англ. Texas Declaration of Independence) — исторический документ, официальное заявление о независимости Республики Техас от Мексики, произошедшее во время Техасской революции. Подписана 2 марта 1836 года в городе Вашингтон-на-Бразосе.
Декларация, провозглашавшая создание нового государства, основывалась на работах Джона Локка и Томаса Джефферсона. В документе говорилось, что мексиканское правительство «перестало защищать жизнь, свободу и собственность людей, от которых получило свои законные полномочия». Также в нём критиковалось отношение властей к вопросам вероисповедания, образования, политическим правам, хранению оружия и т. д. При этом одной из причин войны за независимость Техаса было желание сохранить рабовладельческий строй, после того как он был отменен в Мексике.
Республика Техас существовала как независимое государство с 1836 года, помимо нынешнего штата Техас она включала части Нью-Мексико, Оклахомы, Канзаса, Колорадо и Вайоминга. В 1845 году республика была аннексирована США и годом позже официально прекратила своё существование. 2 марта, день подписания декларации 1836 года, отмечается в штате как День независимости Техаса.